# 鄱阳县
28°59′36″N 116°40′46″E / 28.99333°N 116.67944°E
鄱阳县位于中华人民共和国江西省东北部，是江西省上饶市所辖的一个县，位于鄱陽湖東岸，北與彭澤縣和安徽省東至縣交界，南同餘干縣、萬年縣接壤，東以景德鎮市昌江區、浮樑縣、樂平市為鄰，西北同都昌縣山水相連。縣人民政府駐鄱陽鎮。
鄱陽縣地處“昌九景”金三角腹地，史有“舟車四達”、“百貨歸墟”之稱。全縣面積4215平方公里，鄱陽縣户籍總户數45.69萬户（2021年）總人口為158.04萬人。

## 历史沿革

### 设县前
- 自夏至周称番邑。周时，番邑为楚东境。[2]:47
- 春秋为楚番邑[3]
- 前504年( 东周敬王十六年 )，吴王伐楚取番。春秋时番邑舆地，据清康熙《鄱阳县志》载: 南接豫章(今南昌),东接楚东姑蔑(今浙江衢县),北岸(今安徽鹊头镇).东北鸠兹(今莞湖市东 )，西南艾( 今江西修水)，西北满(今安徽霍山东北)。
- 前473年( 周元王三年 )，越勾践灭吴，并其地，番属越。
- 前306年( 周赧王九年 )，楚灭越，尽取故吴地，番又属楚(一说灭越在公元前334年、楚威王六年 )。
- 前224年( 秦王政二十三年 )，秦王剪伐楚，虏荆王负刍，又二年定楚、江南地，番邑为秦地。[2]:47

### 秦朝
- 秦始皇二十六年（前221），番邑设县，名番县。属九江郡。
- 秦始皇二十八年（前219年），因秦軍大規模南下，準備與百越作戰，因此分九江郡江南一帶設置廬江郡。番县属之。[4][5]
- 秦朝时期本县属九江郡→庐江郡

### 汉朝
- 西汉改番县为番阳县，以在番水(今鄱江)之北，故名。
- 前202年(汉高帝五年)，析庐江郡新设豫章郡，新设淮南国，领九江郡、庐江郡、衡山郡、豫章郡四郡。鄱阳县隶属之。
- 前201年(汉高帝六年 )，析西北地置鄡阳县。
- 前196年( 汉高帝十一年 )，分准南置豫章郡，番阳隶之。[6]
- 新莽时曾改番县为乡亭，改豫章为九江郡，乡亭属九江郡。[2]
- 东汉将番字加“阝”旁作鄱阳县( “阝”旁在右作邑解 )。[2]，属豫章郡。
- 210年(建安十五年)，孙权又分豫章郡立鄱阳郡，鄱阳县隶鄱阳郡。
- 建安中，析北境立广昌县。（三国吴分鄱阳县置，属鄱阳郡。治所在今江西鄱阳县北石门街镇。西晋武帝更名广晋县。[7]）
- 汉朝时期本县属庐江郡→豫章郡→鄱阳郡

### 孙吴
- 三国时期本县属孙吴扬州鄱阳郡

### 晋朝
- 280年(晋武帝太康元年)。改广昌为广晋，移郡治之，鄱阳为属县。
- 291年(元康元年 )，割扬州之豫章、鄱阳、庐陵、临川、南康、建安、晋安，荆州之武昌、桂阳、安成合十郡，以江水之名置江州，鄱阳县隶之。
- 南朝宋、齐间隶鄱阳郡。

### 南北朝
- 421年(宋永初二年)废鄡阳县。齐移郡治鄱阳，广晋为属县。
- 503年(梁天监二年)，改鄱阳郡为吴州，鄱阳县隶吴州。
- 568年(陈光大二年 ),罢吴州，仍置鄱阳郡、鄱阳县仍属鄱阳郡。
- 581年( 太建十三年) 复置吴州( 旋罢为鄱阳郡 )鄱阳为其属县；后吴州废。

### 隋朝
- 589年(隋开皇九年 ),改鄱阳郡为饶州，鄱阳县隶饶州，鄱阳县为州治。同年，广晋并入鄱阳。
- 590年，废银城入鄱阳。（南朝陈置，属鄱阳郡。治所在今江西德兴市东北新建乡银城坂。隋废入鄱阳县。[8]）
- 607年(大业三年 )复改饶州为鄱阳郡。
- 616年( 大业十二年)阳林士弘率众起义，建立楚国，鄱阳为楚境。

### 唐朝
- 621年(唐武德四年 复置饶州，鄱阳县隶饶州。又析东北境置新平县，析银城故壤乐平县。
- 622年(武德五年 )，复置广晋，并析县西及彭泽县置都昌县。
- 625年(武德八年)，新平、广晋省入鄱阳。
- 626年(武德九年 )，省乐平入鄱阳。
- 716年(开元四年)，以新平故地及广晋东地置新昌县(天宝八年改名浮梁县 )。同年，析东境置乐平县。
- 742年(天 宝元年)，改饶州为鄱阳郡，县隶属之。
- 757年( 至德二年)，析北境及秋浦县（今贵池市）置至德县（今东至县）。
- 758年(乾元元年)鄱阳郡复改饶州，鄱阳县又隶饶州。

### 五代十国
- 南唐升元初，改饶州为永平军，鄱阳县为永平军治所。

### 宋朝
- 975年(宋开宝八年)，废永平军复饶州，鄱阳县为饶州倚郭县

### 元朝
- 1277年( 元至元十四年)，升饶州为饶州路，隶饶州路。
- 1361年( 至正二十一年)，改饶州路为鄱阳府，隶鄱阳府。

### 明、清朝
- 1369年（明洪武二年），鄱阳府改饶州府，隶饶州府。1436年，明朝廷将封地在广东韶州的淮王朱瞻墺迁至饒州府[9]，此后其家族世代定居于鄱阳县，直至明朝灭亡。1512年（正德七年），朝廷析鄱阳东南地及余干、乐平、贵溪地置万年县。清袭明制，鄱阳县隶饶州府不变。

### 近代
- 1914年，划全省为4道，鄱阳县属浔阳道。
- 1926年，道废，各县均属于省。
- 1932年，划全省为13个行政区，鄱阳县属第四行政区。
- 1935年4月，全省缩为8个行政督察区，鄱阳县属第五行政区。
- 1942年8月，江西省改划9个行政区，鄱阳县属第五行政区。

1949年4月底，中国人民解放军占领鄱阳，其后，该县由第二野战军五兵团南下工作支队八大队六中队接管，鄱阳县为鄱阳专区行政督察专员公署所在地，同年9月撤鄱阳地区建制，建乐平专区，鄱阳隶乐平专区。
1949年11月，乐平专区改浮梁专区，鄱阳县属之。1951年，划汤旺乡(今珠湖农场内)入余干县，划洗马桥入浮梁县，划官庄人景德镇市。1952年，浮梁专区合并于上饶专区，鄱阳县属之。1956年，划乐亭乡棠荫入都昌，划鱼山区古城乡入景德镇市:4。1957年5月1日，因“鄱”字生僻，中华人民共和国国务院批准鄱阳县更名为波阳县:26。1983年10月，该县鱼山公社、荷塘垦殖场归景德镇市:6。2000年10月，上饶地区撤地建市后，波阳县属地级上饶市。2003年12月17日，经国务院批准，波阳县县名恢复为鄱阳县。2014年5月，鄱阳县列入江西省直管县体制改革试点。

## 行政区划
鄱阳县下辖1个街道办事处、14个镇、15个乡：
饶州街道、鄱阳镇、谢家滩镇、石门街镇、四十里街镇、油墩街镇、田畈街镇、金盘岭镇、高家岭镇、凰岗镇、双港镇、古县渡镇、饶丰镇、乐丰镇、饶埠镇、侯家岗乡、莲花山乡、响水滩乡、枧田街乡、柘港乡、鸦鹊湖乡、银宝湖乡、游城乡、珠湖乡、白沙洲乡、团林乡、昌洲乡、三庙前乡、莲湖乡、芦田乡、农科所和饶洲监狱。

### 县治变迁
鄱阳镇位于江西省，是一座历史悠久的古镇。在公元前221年，秦始皇统一中国并设立番县，番令吴芮便开始筑造城池，奠定了这个地区的基础。在两汉时期，县治曾经迁往城东60里的故县（原名不详，即今天的古县渡镇），但于公元245年（三国吴赤乌八年）重新迁回原址。自那时起，鄱阳镇历为鄱阳县治，同时也是两晋、南朝宋、齐、梁、陈的鄱阳郡(江州、吴州)治所，隋、唐、宋、元、明、清时的饶州、鄱阳郡、永平军、饶州路、饶州府和民国时期的江西省第四行政区治所。
清末民国初县城隶属城厢局，1938年进行了全县划分，镇称为第一区，下辖四个镇（激扬、饶丰、荐福、上宦）和一个乡（松关）。1949年解放初期，鄱阳县城曾被设立为鄱阳市，隶属鄱阳地区。在当年9月初，设立了城区人民政府，并将其更名为鄱阳城关区。1950年5月，改为县辖鄱阳市。1952年，城区及市建制撤销，以濒临鄱阳湖，改称鄱阳镇。1960年，曾称鄱阳人民公社，1961年恢复今名。:54
2015年，在鄱阳镇区域内设立鄱阳县饶州街道办事处。
公元1868年(清穆宗同治七年)《饶州府城图》 （页面存档备份，存于）

## 人口
2021年末，鄱陽縣户籍總户數45.69萬户，總人口為158.04萬人。全年出生人口0.96萬人，出生率為8.11‰；死亡人口為0.83萬人，死亡率為7.08‰，自然增長率為1.04‰。年末全縣常住人口117.47萬人，比2020年第七次全國人口普查減少0.94萬人。

## 地理
北部、东北部为山区，多山地及丘陵，建有大型水库2座：军民水库、滨田水库，中型水库5座：北槎垄水库、蜈蚣山水库、大源河水库、里湖水库、灌湖水库。
西部为鄱阳湖区，多湖汊、湿地。
中南部为鄱阳湖平原。
- 上士湖

## 气候
鄱阳县属亚热带季风气候。
| 鄱阳县气象数据（1981年至2010年） | 鄱阳县气象数据（1981年至2010年） | 鄱阳县气象数据（1981年至2010年） | 鄱阳县气象数据（1981年至2010年） | 鄱阳县气象数据（1981年至2010年） | 鄱阳县气象数据（1981年至2010年） | 鄱阳县气象数据（1981年至2010年） | 鄱阳县气象数据（1981年至2010年） | 鄱阳县气象数据（1981年至2010年） | 鄱阳县气象数据（1981年至2010年） | 鄱阳县气象数据（1981年至2010年） | 鄱阳县气象数据（1981年至2010年） | 鄱阳县气象数据（1981年至2010年） | 鄱阳县气象数据（1981年至2010年） |
| 月份                             | 1月                              | 2月                              | 3月                              | 4月                              | 5月                              | 6月                              | 7月                              | 8月                              | 9月                              | 10月                             | 11月                             | 12月                             | 全年                             |
| -------------------------------- | -------------------------------- | -------------------------------- | -------------------------------- | -------------------------------- | -------------------------------- | -------------------------------- | -------------------------------- | -------------------------------- | -------------------------------- | -------------------------------- | -------------------------------- | -------------------------------- | -------------------------------- |
| 历史最高温 °C（°F）              | 24.8 (76.6)                      | 27.9 (82.2)                      | 32.5 (90.5)                      | 34.5 (94.1)                      | 35.8 (96.4)                      | 36.6 (97.9)                      | 39.4 (102.9)                     | 38.8 (101.8)                     | 37.6 (99.7)                      | 34.9 (94.8)                      | 31.1 (88.0)                      | 23.5 (74.3)                      | 39.4 (102.9)                     |
| 平均高温 °C（°F）                | 9.1 (48.4)                       | 11.5 (52.7)                      | 15.4 (59.7)                      | 21.7 (71.1)                      | 26.9 (80.4)                      | 29.6 (85.3)                      | 33.4 (92.1)                      | 33.0 (91.4)                      | 29.4 (84.9)                      | 24.3 (75.7)                      | 18.0 (64.4)                      | 12.0 (53.6)                      | 22.0 (71.6)                      |
| 日均气温 °C（°F）                | 5.4 (41.7)                       | 7.8 (46.0)                       | 11.5 (52.7)                      | 17.6 (63.7)                      | 22.7 (72.9)                      | 25.9 (78.6)                      | 29.5 (85.1)                      | 28.9 (84.0)                      | 25.1 (77.2)                      | 19.7 (67.5)                      | 13.5 (56.3)                      | 7.6 (45.7)                       | 17.9 (64.3)                      |
| 平均低温 °C（°F）                | 2.8 (37.0)                       | 5.0 (41.0)                       | 8.7 (47.7)                       | 14.4 (57.9)                      | 19.4 (66.9)                      | 22.9 (73.2)                      | 26.3 (79.3)                      | 25.7 (78.3)                      | 21.8 (71.2)                      | 16.2 (61.2)                      | 10.1 (50.2)                      | 4.4 (39.9)                       | 14.8 (58.7)                      |
| 历史最低温 °C（°F）              | −5.2 (22.6)                      | −5.5 (22.1)                      | −1.3 (29.7)                      | 4.8 (40.6)                       | 9.9 (49.8)                       | 14.5 (58.1)                      | 19.4 (66.9)                      | 19.9 (67.8)                      | 13.5 (56.3)                      | 4.2 (39.6)                       | −1.2 (29.8)                      | −13.3 (8.1)                      | −13.3 (8.1)                      |
| 平均降水量 mm（）                | 80.9 (3.19)                      | 109.1 (4.30)                     | 185.2 (7.29)                     | 230.0 (9.06)                     | 212.6 (8.37)                     | 265.3 (10.44)                    | 167.5 (6.59)                     | 131.6 (5.18)                     | 67.7 (2.67)                      | 60.5 (2.38)                      | 71.5 (2.81)                      | 44.3 (1.74)                      | 1,626.2 (64.02)                  |
| 平均相對濕度（％）               | 78                               | 78                               | 80                               | 80                               | 78                               | 81                               | 75                               | 76                               | 76                               | 73                               | 73                               | 73                               | 77                               |
| 来源：中国气象数据网             |                                  |                                  |                                  |                                  |                                  |                                  |                                  |                                  |                                  |                                  |                                  |                                  |                                  |

## 交通
- 杭瑞高速经县北部。
- 济广高速经县东南部。
- 昌德高速公路（规划）经县南部。
- 236国道过境。
- 351国道过境。
- 209省道
- 鄱余公路
- 衢九鐵路鄱阳站

## 古迹
- 瓦屑坝
- 莲华山万寿寺
- 朝阳庵
- 饶州府文庙